# Вальдепеньяс-де-Хаен
Вальдепеньяс-де-Хаен (ісп. Valdepeñas de Jaén) — муніципалітет в Іспанії, у складі автономної спільноти Андалусія, у провінції Хаен. Населення — 4137 осіб (2010).
Муніципалітет розташований на відстані близько 310 км на південь від Мадрида, 19 км на південь від Хаена.
На території муніципалітету розташовані такі населені пункти: (дані про населення за 2010 рік)
- Чиркалес: 9 осіб
- Ель-Папель: 5 осіб
- Ель-Паррісосо: 8 осіб
- Ла-Сьєрра: 21 особа
- Вальдепеньяс-де-Хаен: 4094 особи

## Демографія
Динаміка населення (INE ):